# 1st Vermont Cavalry
Le 1st Vermont Cavalry (ou 1st VVC) est un régiment de cavalerie de trois ans dans l'armée de l'Union pendant la guerre de Sécession. Il sert sur le théâtre oriental de novembre 1861 à août 1865, dans le corps de cavalerie de l'armée du Potomac.

## Service
Le régiment entre au service fédéral le 19 novembre 1861, à Burlington, Vermont. Son premier commandant est le colonel Lemuel B. Platt, et le premier lieutenant-colonel est George Bradley Kellogg.

### Formation
Lors de son entrée en service fédéral le régiment comprend 966 hommes, officiers et hommes du rang(p539). Le 14 décembre, le régiment part à Washington par voie ferrée(p536). Dix jours plus tard, il est envoyé à Annapolis pour y être entraîné(p540). À l'issue de l'entraînement du régiment, le colonel Platt présente sa démission et le capitaine Jonas P. Holliday du 2nd U.S. Cavalry est nommé colonel du régiment le 14 février 1862, rejoignant le régiment le 22 février(p542). Le régiment quitte Annapolis le 9 mars pour rejoindre Washington qu'il atteint le lendemain. Le 12 mars 1862, il part pour Rockville.  À la suite des opérations de Stonewall Jackson dans la vallée de la Shenandoah, et son attaque contre Nathaniel Banks à Kerstown, ce dernier réclame plus de cavalerie. La cavalerie du Vermont lui est alors envoyée(p543). Le régiment arrive à Harper's Ferry le 29 mars. Le 1er avril, il marche du Middletown. Après quatre jours à Hupp's Hill et en service de piquet le long du Cedar Creek, le régiment part pour Woodstock où se trouvent les quartiers-généraux du général Banks. Le 5 avril 1862, le colonel Holliday se suicide(p544),.

### Campagne de la vallée de la Shenandoah
Le 24 avril 1862, Charles Henry Tompkins est nommé colonel des volontaires au sein du régiment. Le 24 mai 1862, le régiment reçoit l'ordre d'envoyer les bagages vers l'arrière et de se tenir prêt à partir avec des rations pour une journée. À cinq heures du matin, le régiment part en reconnaissance aux alentours de Woodstock et revient au camp quatre heures plus tard sans avoir vu des ennemis. Une partie des compagnies est alors envoyée auprès du général Hatch; et le reste part pour Strasburg pour détruire des magasins qui ne peuvent être chargés pour l'évacuation avant de rejoindre le général Hatch(p559). Cependant, les forces confédérées tombent sur l'arrière garde et capturent une partie du train de wagons. Le régiment atteint le soir Winchester où il bivouaque pour la nuit(p564). Alors que Stonewall Jackson attaque Banks à Winchester, la cavalerie du Vermont est formée et envoyée au nord de la ville où elle attend le train de wagons soit passé. Le régiment est alors rappelé vers la ville pour aider à stopper un mouvement de flanquement confédéré. Sur le point d'être encerclé par les confédérés, le colonel Tompkins fait sortir le régiment de la ville. Il couvre alors la retraite de Winchester pendant que Banks traverse la rivière à Williamsport. Le 1st Vermont Cavalry traverse la rivière le 26 mai 1862 et établit un campement à 2 milles (3,2 km) de Williamsport(p566-567).
Il est engagé, ou présent, lors de 76 engagements au cours de la guerre, de Mount Jackson le 16 avril 1862, jusqu'à Appomattox Court House, le 9 avril 1865, y compris lors des campagnes de 1862 et 1864 dans la vallée de la Shenandoah, la campagne de Gettysburg, la campagne de l'Overland et le siège de Petersburg, ainsi que lors de nombreuses escarmouches non reliées à une campagne particulière, comme l'escarmouche à Miskel Farm (en).
Le régiment participe notamment à l'attaque manquée du brigadier général Elon Farnsworth sur le flanc droit confédéré, le troisième jour de la bataille de Gettysburg. Le commandant William Wells mène un bataillon dans cette attaque, avec Farnsworth à son côté. Le lieutenant colonel Addison, W. Preston commande le régiment. Le monument du régiment se trouve sur le champ Sluyder, près du site où la brigade du brigadier général Evander Law repousse l'attaque de l'Union.
Le 19 octobre 1864, lors d'une attaque surprise, le général Jubal A. Early met en déroute les deux tiers de l'armée de l'Union lors de la bataille de Cedar Creek. Néanmoins, le caporal Frederick A. Lyon et le soldat James Sweeney Company A du 1st Vermont Cavalry capturent le major général Stephen D. Ramseur qui est blessé. Ce dernier décède le lendemain. Lyon et Sweenney recevront tous les deux la médaille d'honneur pour sa capture. Il participe à la campagne d'Appomattox.
Le régiment est libéré du service le 9 août 1865.

## Bilan
Le régiment perd pendant le service : 112 tués et blessé mortellement, 159 morts dans des prisons confédérées, 7 morts d'accidents et 114 morts par maladie ; soit des pertes totales de 392 hommes.

## Mémoire
L'héritage du régiment continue, de nos jours, d'être célébré avec un décret de l'État nommant le Corps des Cadets à l'université de Norwich, le collège militaire du Vermont, en tant que membres du régiment. Les membres du NUCC portent les sabres croisés sur l'ensemble de leurs uniformes et de leurs insignes.